# Laboaldus
Laboaldus (* unbekannt; † unbekannt), auch Lupoaldus, Ladoaldus oder Ledoaldus, war möglicherweise Bischof von Mainz im 7. Jahrhundert. Zu der Existenz eines Bischofs dieses Namens gibt es nur indirekte Quellen. Bei der Überführung von zehn vorbonifatianischen Mainzer Bischöfen von St. Hilarius nach St. Alban durch Erzbischof Hildebert wird bereits im späten 11. Jahrhundert auch ein Laboaldus in den Mainzer Bischofslisten genannt.
Über Herkunft und Familie des Laboaldus ist nichts bekannt. Ein Mainzer Bischof namens Lupoaldus soll an der Synode von Clichy am 27. September 626 oder 627 teilgenommen haben. Allerdings fehlt eine entsprechende Unterschrift auf der Unterschriftenliste bei den dort 41 Unterzeichnenden. Bei der kurze Zeit später stattfindenden Synode von Reims, die mit annähernd gleicher Besetzung der Bischöfe stattfand (37 von 41 der Unterzeichnenden sind bei beiden Unterschriftenlisten identisch), wird ein Lupoaldus Magonciacensis als Unterzeichnender genannt. Wegen der offenbaren Übereinstimmung wird in der Fachwelt diskutiert, dass es sich bei beiden genannten Synoden um ein und dasselbe Ereignis handelt. Die Synode von Clichy, einberufen von König Chlothar II., gilt als historisch gesichert. Eine Synode zu Reims wird nur bei der Reimser Kirchengeschichte des Flodoard genannt (893/4–966), also erst zu einem deutlich späteren Zeitpunkt. Die nachträgliche Ergänzung und Nennung eines Lupoaldus aus dem Bistum Mainz bei der Unterschriftenliste der teilnehmenden Bischöfe der Synode zu Reims wurde wohl von Flodoard selbst vorgenommen, der sich dabei wahrscheinlich auf die historisch korrekte Liste der Synode zu Clichy stützte. Neuere Deutungen aus Fachkreisen folgern daraus, dass es zwar keinen Laobaldus/Lupoaldus bei der Synode zu Clichy als historisch belegte Synode gab, Flodoard aber zu einem späteren Zeitpunkt auf einen ihm bekannten Lupoaldus als Bischof von Mainz zurückgriff und diesen irrtümlich und möglicherweise zu einem zu frühen Zeitpunkt in die von ihm ergänze Unterschriftenliste der angeblichen Synode zu Reims hinzufügte. Frühere Deutungsversuche, unter anderem von Eugen Ewig aus den 1960er Jahren, gingen hier noch von einer tatsächlich stattfindenden Reimser Synode und damit von der historisch fixierbaren Existenz des Laobaldus als Mainzer Bischof in der ersten Hälfte des 7. Jahrhunderts aus.
Eine weitere Interpretation sieht Laobaldus erst als Bischof in der zweiten Hälfte des 7. Jahrhunderts an, was eine Nichtnennung bei der Synode zu Clichy in der ersten Hälfte des Jahrhunderts erklären würde. Eine Schenkungsurkunde aus dem Jahr 661, die im Weißenburger Cartular überliefert ist, dokumentiert die Übereignung eines Guts im Saargau an das Kloster Weißenburg durch einen gewissen Bonefacius. Nach Franz Staab handelt es sich hierbei um den zu dieser Zeit regierenden Herzog Bonifatius vom Elsass. Die in der Urkunde genannten Zeugen sind unter anderem Chrodoharius, Chrodoaldus und Ledoaldus. Diese können als Bischof Rotharius von Straßburg, Bischof Chrodoald von Worms und Bischof Laboaldus von Mainz angesehen werden bei Gleichsetzung der unterschiedlichen Namensschreibung (Ledoaldus-Ladoaldus in Codec Berniensis Series Ia).